# Economía de Sanlúcar de Barrameda
La Economía de Sanlúcar de Barrameda presenta varios aspectos:
Actividad empresarial

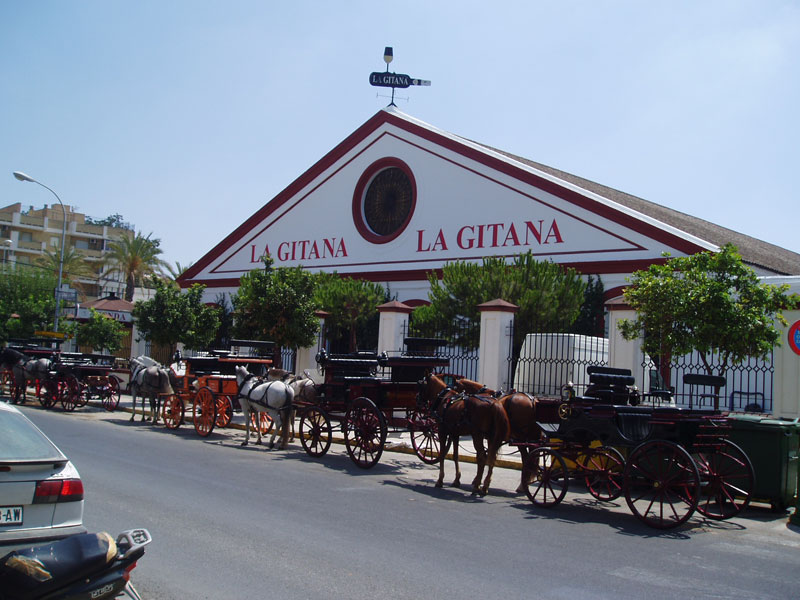
Bodega.Empresa típica sanluqueña.

En el año 2008, existían en el municipio, un total de 3.772 empresas, de las que 3.344, tenían una plantilla de menos de 5 trabajadores, 324 empresas tenían una plantilla entre 6 y 19 trabajadores y con una plantilla superior a 20 trabajadores había sólo 104 empresas. Con la crisis económica actual que se está produciendo en toda España, es posible que los datos correspondientes a la actualidad (2010) sean sensiblemente inferiores a esa cifras porque son muchas las empresas que están cesando en sus actividades.
Empleo
En el periodo comprendido entre 1997 y 2007, la tasa de paro registrada en Sanlúcar  estuvo alrededor del  6%, por lo que puede considerarse como paro técnico. Sin embargo a raíz de la crisis económica de ámbito mundial desatada en 2008, según informa la Junta de Andalucía,  en el mes de enero de 2007 había 9.843 personas demandantes de empleo y en enero de 2010 hay 15.736 personas demandantes de empleo.
Renta disponible
Según la base de datos que ofrece el Instituto de Estadística de Andalucía (IEA), las declaraciones del Impuesto de la Renta de IRPF declarados en el ejercicio del 2006 fueron: Declaraciones: 19.999, Renta neta media declarada: 13.774,43 euros.

## Agricultura

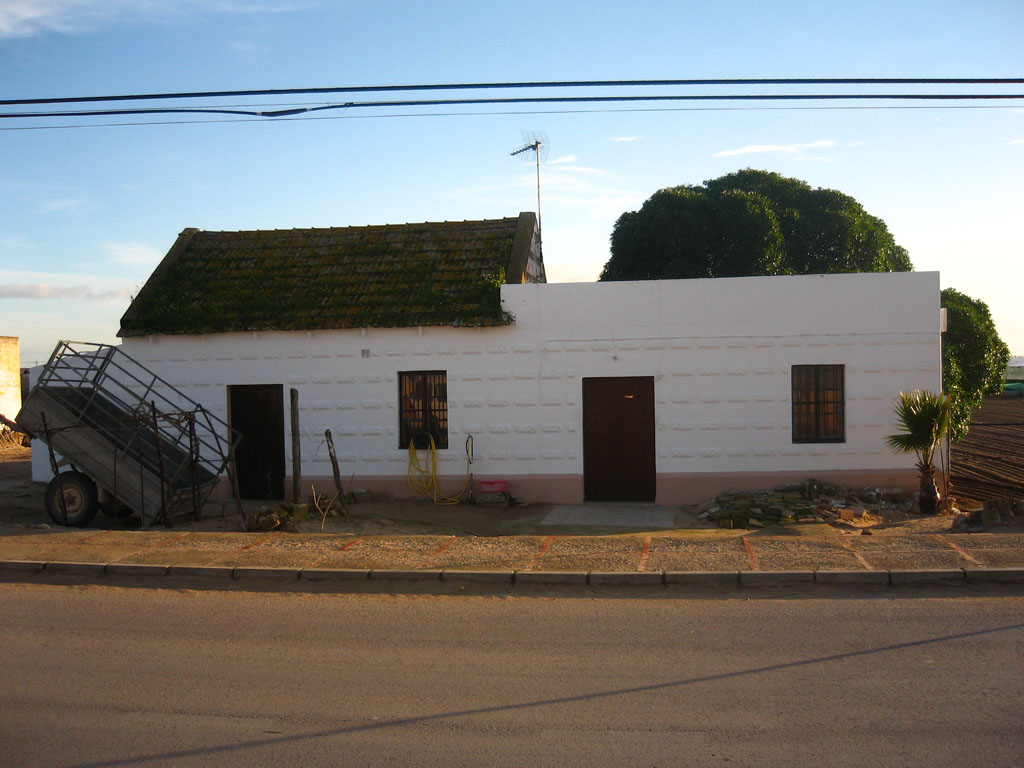
Choza de la Colonia.

Desde hace mucho tiempo, la agricultura fue una de las bases de la economía sanluqueña. En los campos de Sanlúcar, como en los vecinos campos de Jerez de la Frontera, el cultivo predominante era la tríada mediterránea (trigo, vid y olivo). Durante el Antiguo Régimen, Sanlúcar casi siempre fue deficitaria en la producción de trigo, por lo que se compraba trigo jerezano excedente para el abastecimiento de la ciudad. Existían huertas periurbanas y huertas ubicadas en los arenales cerca de la costa llamadas navazos. En la zona de La Jara eran muy abundantes los frutales de secano como albérchigos, almendros, ciruelos, perales y el silvestre azofaifo. Una fuente fundamental para el conocimiento de la historia de la agricultura en Sanlúcar es el panegírico llamado La Charidad guzmana, escrito por Fray Pedro de Beltrán a principios del siglo XVII en que se hace relación de las especies hortícolas cultivadas por entonces en la localidad.

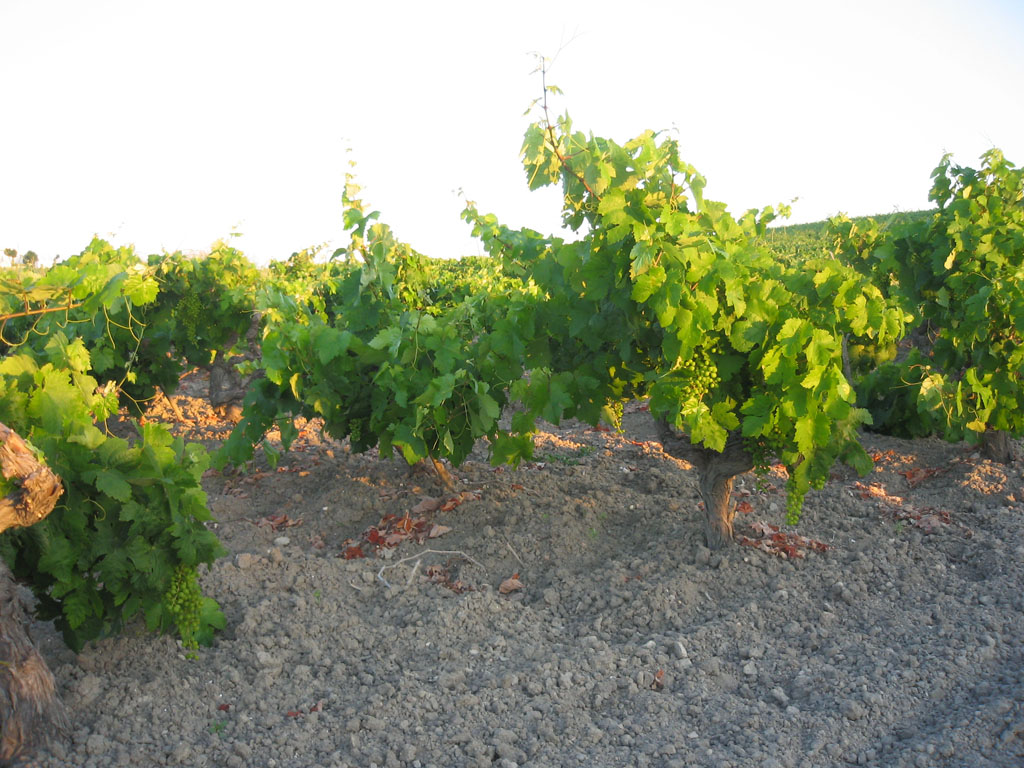
Viña situada en el pago de El Carrascal.

En los navazos, que son huertos que en Andalucía se forman en los arenales inmediatos a las playas, se cultivaban papas, tomates, pimientos, cebolla,  ajo, habas, chícharos, habichuelas verdes, sandías, melones, calabazas, higueras, membrillos y vides. Los navazos se extendían por la franja litoral arenosa que va desde el Espíritu Santo hasta algo más allá del puerto de Bonanza. Algunos de ellos estaban sometidos a un sistema de riego que aprovechaba el influjo que las mareas tienen sobre el nivel de las aguas subterráneas. Estos eran llamados por los navaceros "navazos de marea". En los últimos años la expansión urbanística ha hecho que la mayoría de ellos desaparezca, relegándolos a la zona de la Colonia Agrícola Monte Algaida. Dicha colonia fue creada como consecuencia de la aplicación de la Ley de Colonización y Repoblación interior de 30 de agosto de 1907. Tras la solicitud del Ayuntamiento en 1908, la Colonia fue inaugurada oficialmente en el año 1914, después de haberse salvado el obstáculo administrativo que suponía que la Algaida estuviera catalogada como monte de utilidad pública, mediante la aprobación ad hoc de una ley especial, sancionada el 27 de diciembre de 1910. La creación de colonias interiores fue una de las consecuencias que sufrió Andalucía tras el Desastre del 98, que le supuso a España la pérdida total de sus colonias de ultramar. En la Colonia, se cultivaba fundamentalmente patatas, tomates, coliflores y demás hortalizas propias de los navazos. Hoy en día se dedica sobre todo al cultivo de la zanahoria, y la patata, esta última muy apreciada dentro y fuera de la ciudad y conocida como papas de Sanlúcar. En los últimos años ha proliferado extraordinariamente el cultivo bajo plástico, sobre todo en los pagos próximos a Chipiona, donde existen numerosos invernaderos que se dedican a la floricultura fundamentalmente.

### Papas de Sanlúcar
En el siglo XVIII, Lucas Marín y Cubillos fundador de la Sociedad de Amigos del País, fomentó el cultivo intensivo de la patata en Sanlúcar. Desde entonces, las papas de Sanlúcar gozan de una gran reputación dentro y fuera de la ciudad, por su gran calidad, debido a su crianza en navazos y a la producción de dos cosechas anuales, llamadas "papas de temporada" y "papas de otoño". Las variedades que tradicionalmente se han cultivado son la inglesilla, la jaerla, la mercu, la sabina y la espunta.

## Vitivinicultura

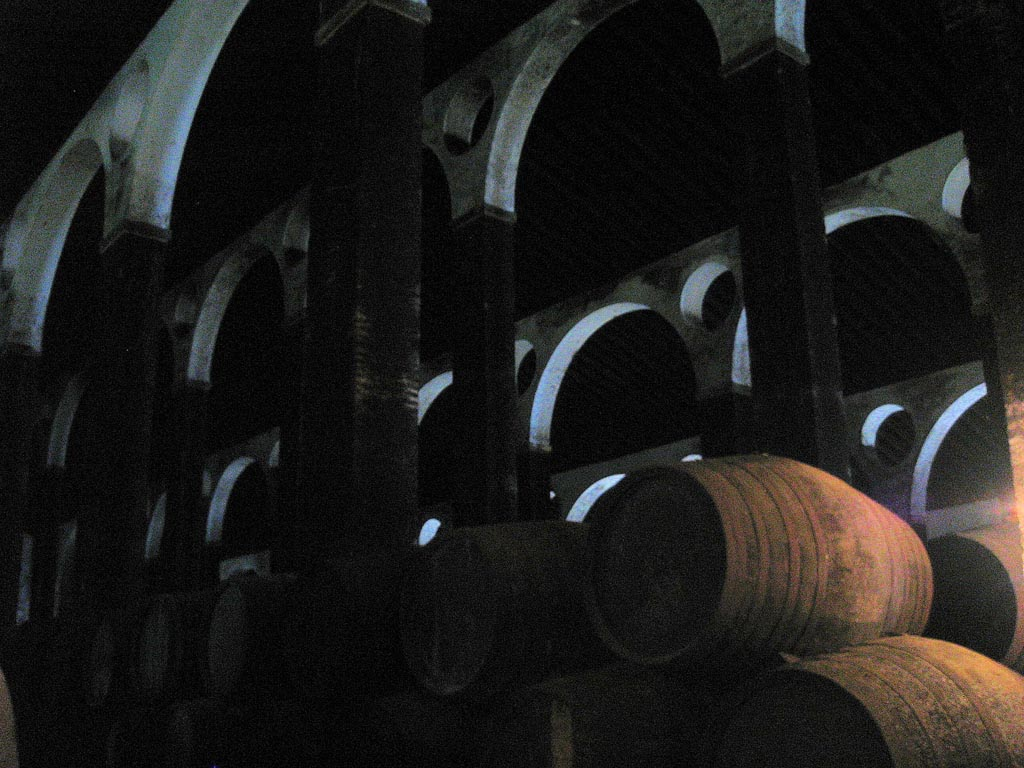
La Arboledilla, la bodega catedral más alta del Marco de Jerez.

Desde la Antigüedad el Marco de Jerez fue una zona de producción y crianza de vino. En el caso concreto de Sanlúcar, está documentada la exportación de vino a Inglaterra y Flandes desde el puerto de Barrameda durante la Baja Edad Media. Desde finales del siglo XVIII y principios del siglo XIX, los vinos de la zona sufrieron importantes cambios, causados por la introducción de nuevas técnicas agrarias, nuevas variedades de uva y nuevas formas de elaboración de los caldos. A esto se añade la irrupción en la viniviticultura sanluqueña de familias de bodegueros procedentes del norte de la península ibérica, llamados "montañeses"; una inmigración interior que fue muy fructífera para Sanlúcar en este y en otros campos. Junto a los grandes propietarios de viñas, existían los mayetos; viñadores de escaso caudal cuyo nombre está relacionado con el término roteño mayetería. 

### Manzanilla de Sanlúcar
El vino denominado manzanilla es el caldo sanluqueño más característico, por ser un vino criado exclusivamente en Sanlúcar y tener un gran reconocimiento dentro y fuera de la ciudad. El Consejo Regulador de las Demonimaciones de Origen Jerez-Xérès-Sherry y Manzanilla-Sanlúcar de Barrameda fue creado en 1933. Las variedades tradicionales de manzanilla son la "manzanilla fina" y la "manzanilla pasada". Desde hace algunos años es frecuente el consumo en las ferias andaluzas del llamado rebujito, mezcla de manzanilla y Seven Up. Varias bodegas sanluqueñas están adscritas al Consejo Regulador del Brandy de Jerez (creado en 1987) y al que regula el Vinagre de Jerez.

## Pesca

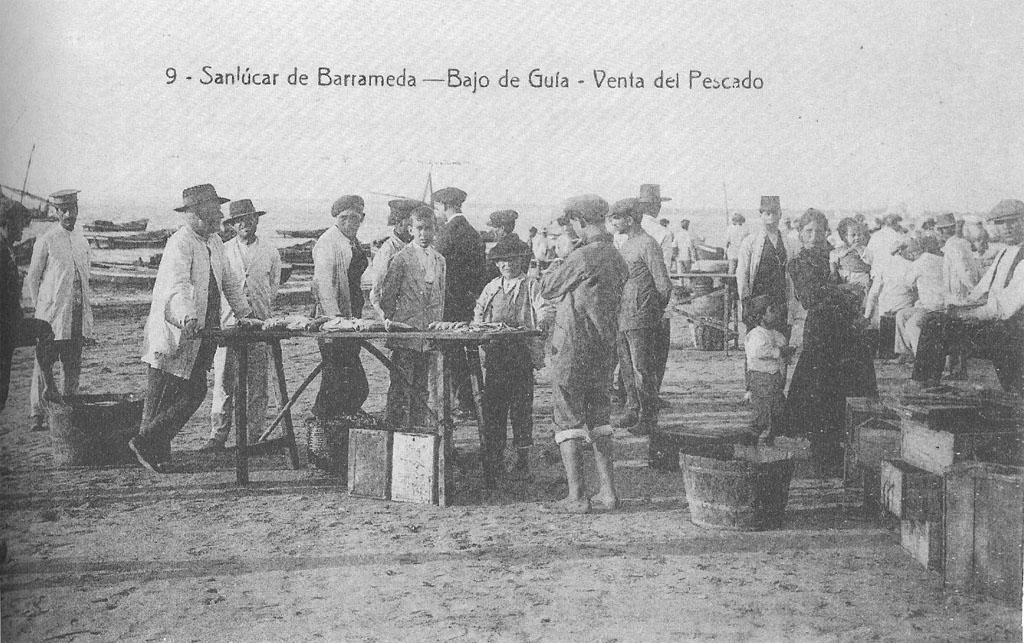
Venta de pescado en Bajo de Guía a principios del.

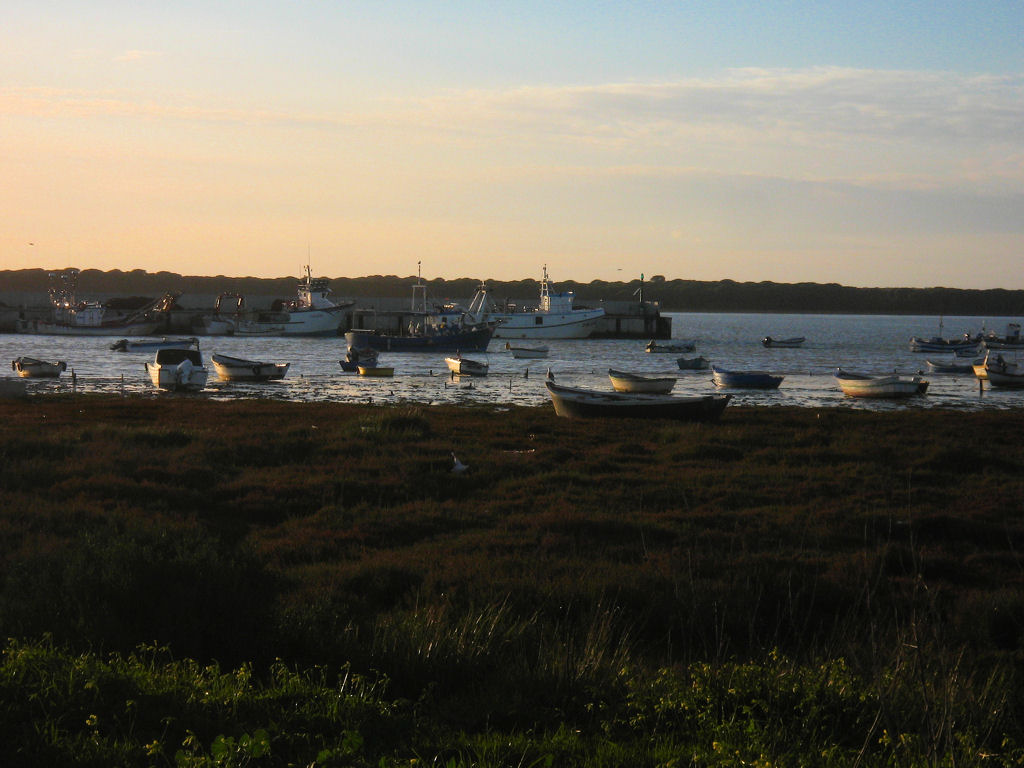
Puerto pesquero de Bonanza.

La ciudad está situada en la Reserva de pesca de la desembocadura del Guadalquivir, un espacio marítimo-fluvial clave en la crianza de varias especies marinas del Golfo de Cádiz. Los productos pesqueros de mayor fama son el langostino y la acedía.
En La Charidad guzmana, panegírico de principios del siglo XVII ya nombrado, se hace mención pormenorizada de todas las especies marítimas que se pescaban en la época en Sanlúcar; siendo por ello una importante fuente para el estudio de la historia de la pesca en Sanlúcar.  
A lo largo de la costa existía una serie de corrales de pesquería que hoy en día están en desuso. Estos corrales son unas barricadas de piedra de forma más o menos semicircular y de una altura máxima 1,5 m, construidas en el amplio arenal de la playa que en la costa atlántica queda al descubierto durante la bajamar. Con la pleamar se inunda el corral llenándose de peces, moluscos, crustáceos y otras formas de vida marina, que quedan atrapados en el interior del corral con la bajamar por efecto de la barricada, circunstancia que se aprovecha por los pescadores corraleros hacer sus capturas con la tarraya o esparavel. Asimismo se dio en el Guadalquivir la pesca del sollo o esturión hasta que se extinguió definitivamente de sus aguas en la segunda mitad del siglo XX. La recolección de ostiones, que tuvo cierta importancia en la segunda mitad del siglo XX, sigue realizándose en la punta del Espíritu Santo.

### Langostino de Sanlúcar
En la actualidad, su producto pesquero más importante es el renombrado langostino de Sanlúcar. Los de mayor tamaño se denominan "Pablo Romero" por su cabeza tan grande

## Industria

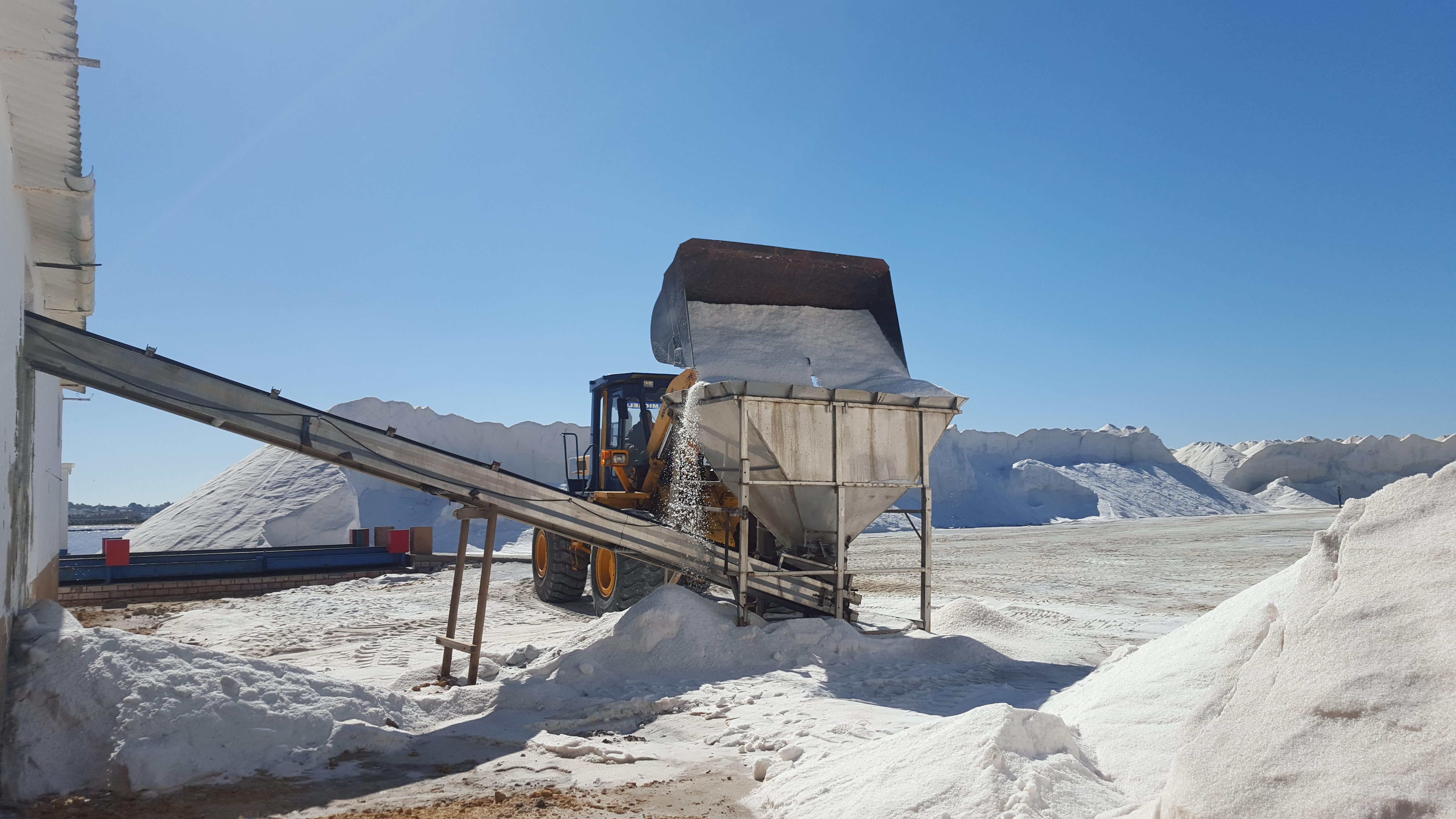
Salinas.

Desde el siglo XVI existió la Almona de Sanlúcar de Barrameda, una fábrica que se dedicaba a la elaboración de jabón de Castilla. En 1931, había en Sanlúcar industrias de fabricación de aguardientes y licores, jabones, hielo, harinas, gaseosas, conservas, embutidos, losetas, tintas y lacres. Durante gran parte del Franquismo hubo producción industrial de alpargatas, pintura, gas y varias fábricas de alcohol. Hoy en día la industria apenas tiene presencia en la economía de Sanlúcar. Las salinas son un ejemplo de explotación tradicional todavía en uso.

## Turismo
La riqueza cultural, histórica y artística del municipio, así como su clima templado, su situación costera y su gastronomía y enología, hacen de Sanlúcar un importante destino turístico. La Delegación Municipal de Turismo proporciona información turística tanto en su Oficina de Turismo como en el sitio web del Ayuntamiento.